# Tangbé
Tangbé est une commune rurale située dans le département de Koper de la province de l'Ioba dans la région Sud-Ouest au Burkina Faso.

## Santé et éducation
Le centre de soins le plus proche de Tangbé est le centre de santé et de promotion sociale (CSPS) de Babora tandis que le centre médical avec antenne chirurgicale (CMA) de la province se trouve à Dano.